# گوتفرید ۹۵۰۷
سیارک ۹۵۰۷ (به انگلیسی: 9507 Gottfried، نامگذاری:5447T-2) نه هزار و پانصد و هفتمین سیارک کشف شده‌است که در ۳۰ سپتامبر ۱۹۷۳ کشف شد.
قدر مطلق سیارک برابر ۱۴٫۵۰ است.